# Supercoppa del Giappone 2014
La Supercoppa del Giappone 2014 si è disputata il 22 febbraio 2014 allo Stadio Olimpico di Tokyo e ha visto sfidarsi il Sanfrecce Hiroshima, vincitore della J. League Division 1 2013 e gli Yokohama F·Marinos, vincitori della Coppa dell'Imperatore 2013.
A conquistare il trofeo è stato il Sanfrecce Hiroshima, che è riuscito a ottenere la vittoria nel secondo conquistando il trofeo per la terza volta nella sua storia.
L'arbitro dell'incontro è stato il signor Ryūji Satō.

## Tabellino
| Arbitro: | Ryūji Satō |

|                      |           |  |
| Notsuda 6’ Asano 66’ | Marcatori |  |

| Sanfrecce Hiroshima | Yokohama F. Marinos |

| P               | 1  | Takuto Hayashi   |  |     |
| D               | 33 | Tsukasa Shiotani |  | 87’ |
| D               | 5  | Kazuhiko Chiba   |  |     |
| D               | 4  | Hiroki Mizumoto  |  |     |
| C               | 14 | Mihael Mikić     |  | 65’ |
| C               | 6  | Toshihiro Aoyama |  |     |
| C               | 30 | Kōsei Shibasaki  |  |     |
| C               | 27 | Kōhei Shimizu    |  | 29’ |
| A               | 9  | Naoki Ishihara   |  | 89’ |
| C               | 24 | Gakuto Notsuda   |  |     |
| A               | 11 | Hisato Satō      |  | 59’ |
| A disposizione: |    |                  |  |     |
| P               | 13 | Takuya Masuda    |  |     |
| D               | 2  | Hwang Seok-ho    |  | 65’ |
| C               | 10 | Yōjirō Takahagi  |  |     |
| C               | 16 | Satoru Yamagishi |  | 29’ |
| C               | 17 | Park Hyung-jin   |  |     |
| C               | 25 | Yūsuke Chajima   |  |     |
| A               | 29 | Takuma Asano     |  | 59’ |
| Allenatore:     |    |                  |  |     |
| Hajime Moriyasu |    |                  |  |     |

|                  |    |                   |  |        |
|                  |    |                   |  |        |
| P                | 1  | Tetsuya Enomoto   |  |        |
| D                | 13 | Yūzō Kobayashi    |  | 90+1’  |
| D                | 4  | Yūzō Kurihara     |  | 90+3’  |
| D                | 22 | Yūji Nakazawa     |  |        |
| D                | 5  | Dutra             |  | 8’ 60’ |
| C                | 8  | Kōsuke Nakamachi  |  | 69’    |
| C                | 27 | Seitarō Tomisawa  |  | 25’    |
| C                | 25 | Jungo Fujimoto    |  |        |
| C                | 10 | Shunsuke Nakamura |  |        |
| A                | 11 | Manabu Saitō      |  |        |
| A                | 17 | Jin Hanato        |  | 60’    |
| A disposizione:  |    |                   |  |        |
| P                | 30 | Yūji Rokutan      |  |        |
| D                | 23 | Takumi Shimohira  |  | 60’    |
| C                | 6  | Shōhei Ogura      |  |        |
| C                | 7  | Shingō Hyōdō      |  | 69’    |
| C                | 14 | Andrew Kumagai    |  |        |
| C                | 24 | Yūta Narawa       |  |        |
| A                | 9  | Takuro Yajima     |  | 60’    |
| Allenatore:      |    |                   |  |        |
| Yasuhiro Higuchi |    |                   |  |        |